# Burrito

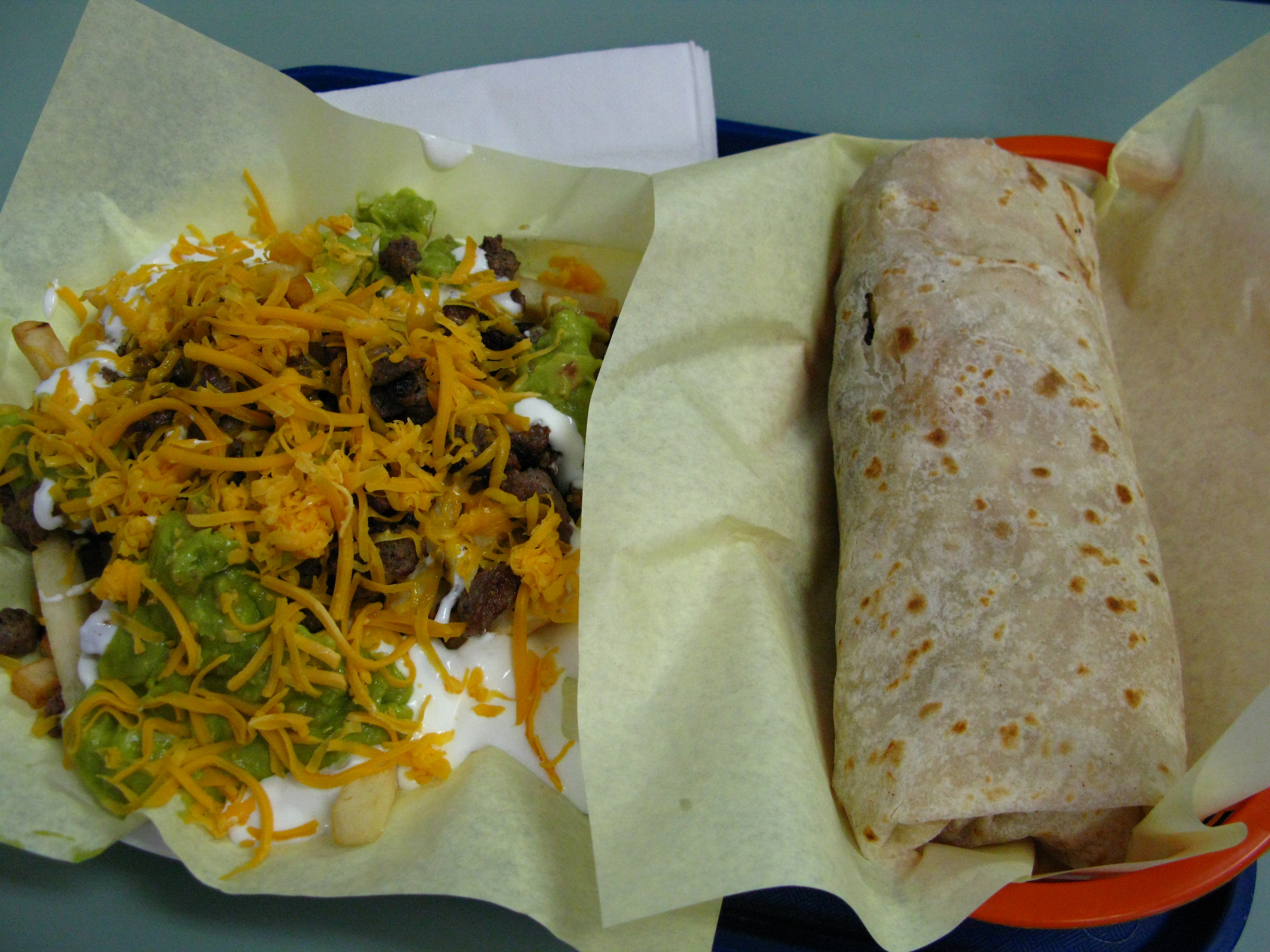
Burrito (vpravo) podávané se zeleninovým salátem

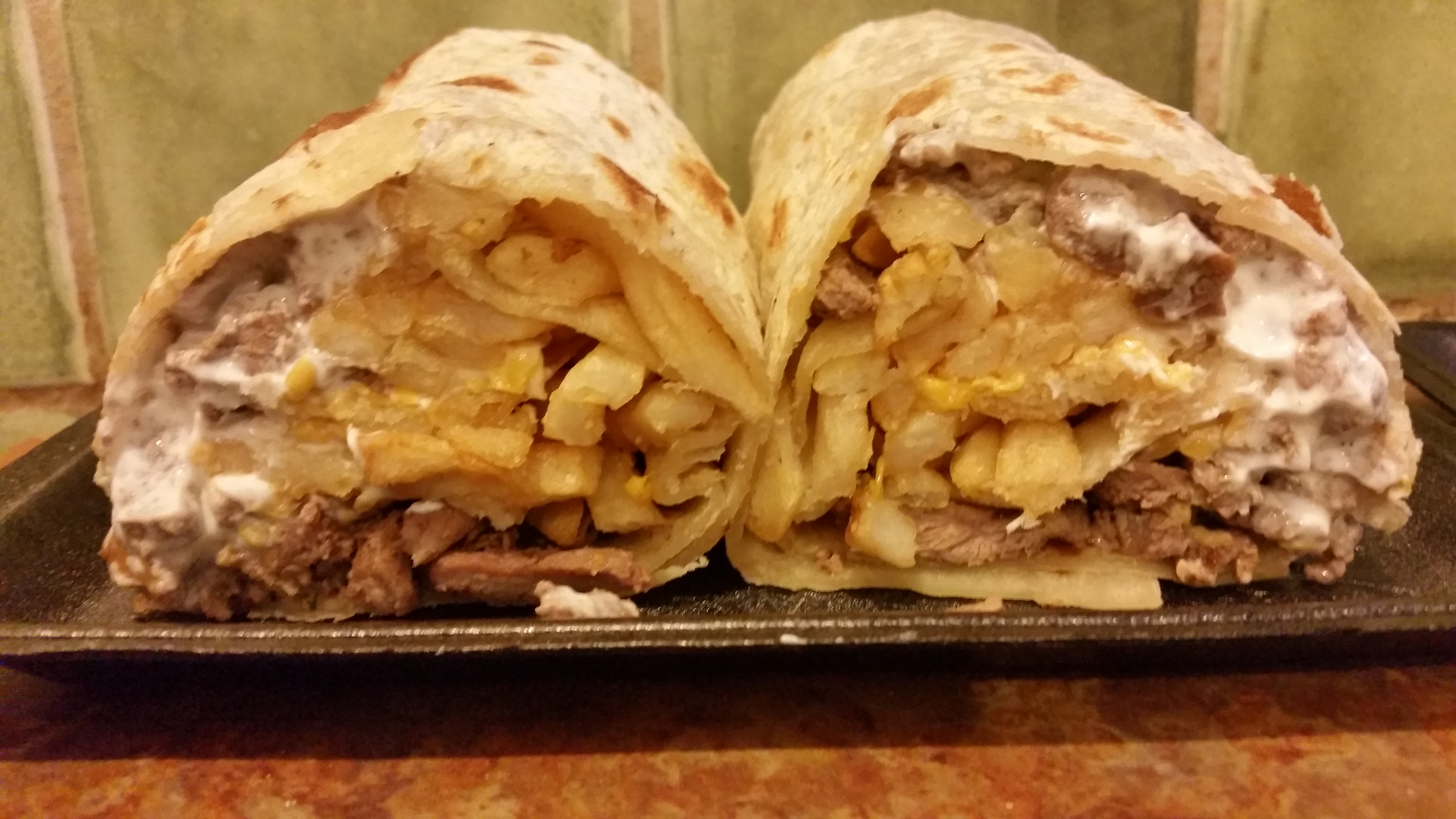
Rozkrojené burrito

Burrito je pokrm charakteristický pro mexickou kuchyni (zejména v severní části země) a její modernizovanou variantu v USA, nazývanou Tex-Mex. Je tvořen tortillou, na kterou se umístí náplň a zaroluje do podoby válce, jehož konce jsou (na rozdíl od obyčejného tortillového wrapu) založeny, aby se uvnitř drželo teplo a kousky náplně nevypadávaly. Hotové burrito se obvykle ještě zapéká nebo smaží (tato úprava má název chimichanga). Burrito se zpravidla prodává jako rychlé občerstvení do ruky, existuje však také varianta zvaná wet burrito, která se přelije pálivou omáčkou a servíruje na talíři s příborem. Existuje také smažené burrito, které se označuje chimichanga.
Náplň burrita je tvořena orestovaným nebo grilovaným masem (hovězím, vepřovým nebo kuřecím) nakrájeným na nudličky a vařenými rozmačkanými fazolemi (frijoles refritos), může se přidat také vařená rýže, kukuřice, rajčata, hlávkový salát nebo strouhaný sýr, k dochucení podle vkusu zákazníka slouží koriandr setý, chilli paprička, zakysaná smetana nebo omáčky guacamole, salsa a mole poblano. V okolí Santa Fe se připravuje tzv. snídaňové burrito, plněné míchanými vajíčky a slaninou nebo klobásou.
Pokrm údajně vynalezl v roce 1910 ve městě Ciudad Juárez místní restauratér Juan Mendez. Název burrito znamená ve španělštině doslova „oslík“, protože jídlo svým tvarem připomíná balíky převážené na oslím hřbetě. Používá se také označení taco de harina: taco je podobný pokrm, v němž se používá placka z kukuřičné mouky, kdežto burrito se balí do tortilly z mouky pšeničné. Taco se liší také tím, že je menší a nemá uzavřený tvar.
Podle této speciality se pojmenovala americká countryrocková skupina The Flying Burrito Brothers.